# Harvey Keitel
Harvey Keitel (rođen 13. svibnja 1939.), američki filmski i kazališni glumac.

## Životopis

### Rani život
Keitel je rođen u New Yorku kao sin Nikonara Keitela i Maritske LeClose, židovskih imigranata iz  Poljske i  Rumunjske. Odrastao je u Brooklynu sa sestrom Renee i bratom Jerryjem. U šesnaestoj godini odlučio se pridružiti mornarici, što ga je odvelo u Libanon. Nakon povratka u SAD, bio je sudski reporter te se tako uzdržavao prije početka glumačke karijere.

### Karijera
Kao tinejdžer u New Yorku, prije nego što je postao glumac, Keitel je bio slobodni sudski reporter.
Glumački učitelji bili su mu Stella Adler i Lee Strasberg, a u početku se pojavljivao u off-Broadway produkcijama. Tijekom ovog perioda, Keitel je upoznao još jednog filmaša u proboju,  Martina Scorsesea te nastupio u njegovom studentskom projektu Tko to kuca na moja vrata. Od tada, Scorsese i Keitel surađivali su na brojnim projektima. Keitel je nastupio u glavnoj ulozi u Scorseseovom filmu Ulice zla, ali je taj film bio prekretnica za  Roberta De Nira. Poslije se pojavio s De Nirom u Taksistu, kao svodnik Matthew maloljetne prostitutke Iris (Jodie Foster).
Keitel je trebao glumiti satnika Willarda u filmu  Francisa Forda Coppole, Apokalipsa danas, međutim, otpušten je u početku produkcije i zamijenjen  Martinom Sheenom. Nakon toga nije mogao dobiti veću ulogu pa se pojavljivao u onim epizodnim. Krajem sedamdesetih, Keitel je najviše nastupao u europskim filmovima za redatelje kao što je Ridley Scott, obično u ulogama negativaca.
Tijekom osamdesetih, Keitel je glumio i u kazalištu i na filmu, obično u stereotipnim ulogama mafijaša. Ta uloga ušla je u zenit kad je Keitel nastupio u filmu  Quentina Tarantina, Reservoir Dogs 1992. Uloga Mr. Whitea oživila je njegovu polupropalu karijeru. Pomogao mu je i Ridley Scott, angažiravši ga za ulogu suosjećajnog policajca u filmu Thelma i Louise 1991. Iste godine nastupio je u filmu Bugsy, za koji je nominiran za Oscara u kategoriji najboljeg sporednog glumca. Od tada, Keitel je birao svoje uloge s više pažnje, želeći promijeniti svoj imidž. Početak ove faze označio je film Jane Campion,  Glasovir.  U filmu Quentina Tarantina, Pakleni šund, glumio je Winstona Wolfa, efikasnog stručnjaka za uklanjanje tragova nakon ubojstva. 1997. je nastupio u kriminalističkoj drami Cop Land, zajedno sa  Sylvesterom Stalloneom, Robertom De Nirom i  Rayom Liottom. Iste godine je dobio veliku ulogu u filmu Quentina Tarantina i  Roberta Rodrigueza, Od sumraka do zore. Poslije je nastupao kao očinski Sotona u komediji Vražji Nicky, mudri mornarički časnik u ratnoj drami Podmornica U-571, i marljivi agent FBI-ja u  Nacionalnom blagu. 1999. Keitela je na setu filma Oči širom zatvorene zamijenio  Sydneyja Pollacka, zbog sukoba oko rasporeda. Keitel je najviše ostao poznat po ulozi u filmu Okorjeli policajac. Pokazao je dobru volju pomažući filmašima početnicima pojavljujući se u njihovim prvim filmovima. To nije napravio samo za Martina Scorsesea i Quentina Tarantina, nego i za Ridleyja Scotta (The Duellists),  Paula Schradera (Blue Collar), Jamesa Tobacka (Fingers), i Tonyja Buia (Yellow Lotus).
Za razliku od mnogih američkih glumaca koji se nikada nisu pojavili goli u filmu ili su to napravili jedanput, Harvey Keitel pojavio se gol u nekoliko filmova.

### Privatni život
Keitel je bio u dugogodišnjoj vezi s glumicom Lorraine Bracco. 2001. se oženio s Daphna Kastner. Otac je troje djece: kćeri Stelle (rođena 1985.) iz veze s Bracco; sina Hudsona (rođen 2001.) iz veze s Lisom Karmazin; i sina Romana (rođen 2003.) iz braka s Kastner.

## Filmografija
| Godina | Film                                      | Uloga                             | Bilješke                                                                                              |
| ------ | ----------------------------------------- | --------------------------------- | --- |
| 1967.  | Tko to kuca na moja vrata                 | J.R.                              | |
| 1967.  | Odsjaj u zlatnom oku                      | Vojnik                            | Nepotpisan                                                                                            |
| 1973.  | Ulice zla                                 | Charlie                           | |
| 1974.  | Sjećanje na dva ponedjeljka (TV)          | Jerry                             | |
| 1974.  | Alice više ne stanuje ovdje               | Ben                               | |
| 1975.  | That's the Way of the World               | Coleman Buckmaster                | |
| 1976.  | Taksist                                   | 'Sport' Matthew                   | |
| 1976.  | Mother, Jugs & Speed                      | Tony Malatesta                    | |
| 1978.  | Plavi ovratnik                            | Jerry Bartowski                   | |
| 1978.  | Dvoboj do istrebljenja                    | Feraud                            | |
| 1978.  | Prsti                                     | Jimmy Fingers                     | |
| 1980.  | Bad Timing                                | Inspektor Netusil                 | |
| 1980.  | Saturn 3                                  | Benson                            | |
| 1980.  | Počasna straža                            | Roddy                             | |
| 1981.  | Ubojica policajaca                        | Poručnik Fred O'Connor            | |
| 1982.  | That Night in Varennes                    | Thomas Paine                      | |
| 1982.  | Granica                                   | Cat                               | |
| 1983.  | Exposed                                   | Rivas                             | |
| 1985.  | El caballero del dragon (Dragon´s knight) | Clever                            | Španjolski film                                                                                       |
| 1986   | Blindside                                 | Penfield Gruber                   | |
| 1986   | Wise Guys                                 | Bobby DiLea                       | |
| 1987.  | Zavodnik                                  | Alonzo Scolara                    | |
| 1988.  | Down Where The Buffalo Go                 | Carl                              | BBC-jev TV film                                                                                       |
| 1988.  | Posljednje Kristovo iskušenje             | Juda Iškariot                     | |
| 1989.  | The January Man                           | Policijski načelnik Frank Starkey | |
| 1990.  | Dva Jakea                                 | Julius 'Jake' Berman              | |
| 1991.  | Thelma i Louise                           | Hal                               | |
| 1991.  | Ubojite misli                             | Detektiv John Woods               | |
| 1991.  | Bugsy                                     | Mickey Cohen                      | Nominiran: Oscar za najboljeg sporednog glumca Nominiran: Zlatni globus za najboljeg sporednog glumca |
| 1992.  | Okorjeli policajac                        | Poručnik                          | Osvojio: Nagrada Independent Spirit za najboljeg glumca                                               |
| 1992.  | Reservoir Dogs                            | Mr. White - Larry Dimmick         | + koproducent                                                                                         |
| 1992.  | Redovnice nastupaju                       | Vince LaRocca                     | |
| 1993.  | Izlazeće sunce                            | Poručnik Tom Graham               | |
| 1993.  | Opasna igra                               | Eddie Israel                      | |
| 1993.  | Put bez povratka                          | Victor Čistač                     | |
| 1993.  | Glasovir                                  | George Baines                     | Osvojio: Nagrada Australskog filmskog instituta za najboljeg glumca                                   |
| 1993.  | Mladi Amerikanci                          | John Harris                       | |
| 1994.  | Zamišljeni zločin                         | Ray Weiler                        | |
| 1994.  | Pakleni šund                              | Winston 'Vuk' Wolfe               | |
| 1994.  | Nevolje s majmunima                       | Azro                              | |
| 1995.  | Uhvatite maloga                           | On sam                            | nepotpisan                                                                                            |
| 1995.  | Dim                                       | Augustus 'Auggie' Wren            | |
| 1995.  | Ulysses' Gaze                             | A                                 | |
| 1995.  | Dim u lice                                | Auggie Wren                       | + izvršni producent                                                                                   |
| 1995.  | Clockers                                  | Detektiv Rocco Klein              | |
| 1996.  | Od sumraka do zore                        | Jacob Fuller                      | Nominiran: Nagrada Saturn za najboljeg sporednog glumca                                               |
| 1996.  | Glava iznad vode                          | George                            | |
| 1997.  | FairyTale: A True Story                   | Harry Houdini                     | |
| 1997.  | Cop Land                                  | Ray Donlan                        | |
| 1997.  | Posljednji rizik                          | Roy Egan                          | |
| 1998.  | Finding Graceland                         | Elvis                             | |
| 1998.  | Gunslinger's Revenge                      | Johnny Lowen                      | |
| 1998.  | Shadrach                                  | Vernon                            | |
| 1998.  | Lulu on the Bridge                        | Izzy Maurer                       | |
| 1999.  | Tri sezone                                | James Hager                       | + izvršni producent                                                                                   |
| 1999.  | Sveti dim!                                | PJ Waters                         | |
| 1999.  | Presence of Mind                          | The Master                        | |
| 2000.  | Prince of Central Park                    | The Guardian                      | |
| 2000.  | Podmornica U-571                          | Nadnarednik Henry Klough          | |
| 2000.  | Vražji Nicky                              | Satan                             | |
| 2001.  | Siva zona                                 | SS-Oberscharführer Eric Muhsfeldt | + izvršni producent                                                                                   |
| 2001.  | Životna odluka                            | Bojnik Steve Arnold               | |
| 2002.  | Crveni zmaj                               | Jack Crawford                     | |
| 2002.  | Ginostra                                  | Matt Benson                       | |
| 2003.  | Pet lopova u Chicagu                      | Frankie Zammeti                   | |
| 2003.  | Dreaming of Julia                         | Che                               | + producent                                                                                           |
| 2003.  | The Galindez File                         | Edward Robards                    | |
| 2004   | Nacionalno blago                          | Sadusky                           | |
| 2004   | Most sudbine                              | Ujak Pio                          | |
| 2004   | Puerto Vallarta Squeeze                   | Walter McGrane                    | |
| 2005.  | Sve je cool                               | Nick Carr                         | |
| 2005.  | Zločin                                    | Roger Culkin                      | |
| 2005.  | The Shadow Dancer                         | Weldon Parish                     | |
| 2006.  | The Path to 9/11                          | John P. O'Neill                   | |
| 2006.  | Arthur u zemlji Minimoya                  | Miro                              | Glas                                                                                                  |
| 2006.  | Trgovac dragim kamenjem                   | Trgovac Ludovico Vicedomini       | |
| 2007.  | Posljednji ples                           | Terrtano                          | |
| 2007.  | My Sexiest Year                           | Zowie                             | |
| 2007.  | Nacionalno blago: Knjiga tajni            | Sadusky                           | |
| 2008.  | The Ministers                             |                                   | |
| 2009.  | Nemilosrdni gadovi                        | Časnik savezničkih snaga          | glas/nepotpisan                                                                                       |
| 2009.  | Kaos                                      |                                   | |

## Vanjske poveznice
- Harvey Keitel u internetskoj bazi filmova IMDb-u (engl.)
- Harvey Keitel na Notable Names Databaseu (engl.)
- Keitel na Rotten Tomatoesu